# Бланш-Эглиз
Бланш-Эгли́з (фр. Blanche-Église) — коммуна во французском департаменте Мозель региона Лотарингия. Относится к кантону Дьёз.

## Географическое положение
Бланш-Эглиз расположен в 55 км к юго-востоку от Меца. Соседние коммуны: Мюльсе на севере, Валь-де-Брид и Дьёз на северо-востоке, Лендр-Бас и Таркемполь на востоке, Гебланж-ле-Дьёз и Желюкур на юго-востоке, Доннле на юге, Марсаль и Арокур-сюр-Сей на западе, Сен-Медар на северо-западе.

## История
- Бывшая деревня аббатства Сен-Максимина Трирского в составе превота Дьёз герцогства Лотарингия.

## Демография
По переписи 2008 года в коммуне проживало 144 человека. 

## Достопримечательности
- Следы древнеримского тракта.
- Церковь Сен-Максимина 1775 года.